# Галеутдинов, Александр Вадимович
Александр Вадимович Галеутдинов (род. 12 июля 1968) — российский футболист, полузащитник.

## Биография
Футболом начал заниматься в школе пермской «Звезды» — СДЮСШОР (тренер Вячеслав Ладейщиков). Состоял в ВЛКСМ.
В 1986 году отправился в курганское «Торпедо», где за 33 игры забил 2 гола. Затем последовал переход в «Торпедо» Миасс, где сыграл 73 игры, забил 4 гола.
В 1990 году вновь оказался в «Звезде» и в первом сезоне за 33 игры забил один гол. Во втором сезоне играл регулярно, но голов не забивал. В 1992 году сыграл 22 игры и отправился в калининградскую «Балтику». В 1993 году провёл 33 игры. В 1994 году вернулся в «Звезду». В 1994 году забил три гола за 39 игр. В 1995 — 28 игр, 4 гола.
В 1995 году Галеутдинов оказался в «Амкаре». В первом сезоне сыграл семь игр. Во втором сезоне за 40 игр забил 7 голов. Всего в «Амкаре» провёл 175 матчей и забил 29 голов. Следующим клубом стало «Прикамье».
В 2000 году перешёл в «Прикамье», где забил один гол. В 2001 году оказался в «Орле», где за два сезона забил пять голов за 53 игры. В 2003 году перешёл в «Метафракс» Губаха. В 2006 году играл в «Красаве» из Пермского района.
С 25 ноября 2008 года по 2009 год выступал за мини-футбольную команду «Стар-68» (Общественная организация «Пермский городской Центр мини-футбола 7х7»).
С 24 ноября 2009 года по март 2017 года выступал за мини-футбольную команду «Звезда-68» (Общественная организация «Пермский городской Центр мини-футбола 7х7»).
В сентябре 2016 года участвовал в Первенстве Пермского края среди команд ветеранов в составе команды «Звезда» (город Пермь).